# Konnektivitet (ekologi)
Konnektivitet avser inom ekologin hur olika habitat är förbundna med varandra. Med strukturell konnektivitet avses habitatens fysiska förbindelse med varandra (kan en art ta sig mellan olika habitat) medan funktionell konnekvitetet avser i vilken mån förbindelserna används (rör sig arten verkligen mellan habitaten).